# Ernst Heinrich von Langenau
Ernst Heinrich von Langenau (* um 1700 in Schlesien; † 25. Juli 1764 in Golzow) war ein preußischer Oberst.

## Leben

### Herkunft und Familie
Ernst Heinrich war Angehöriger des schlesischen Adelsgeschlechts von Langenau.

### Werdegang
Langenau diente in der Preußischen Armee und kommandierte als Major im Zweiten Schlesischen Krieg ein Grenadierbataillon des Infanterieregiments „Jung-Schwerin“, das aus den Grenadierkompanien der Garnisonregimenter Röder und Puttkamer zusammengesetzt war. Am 6. Juni 1750 erhielt er anlässlich der Magdeburger Revue seine Beförderung zum Oberstleutnant. Er wurde am 20. April 1759 als Chef des Stettiner Landregiments versorgt. Am 10. August 1762 besetzte er mit seinem Regiment die von den Russen geräumte Festung Kolberg. Langenau wurde am 25. Juli 1764 in seinem 64. Lebensjahr und 48. Dienstjahr auf dem rochowschen Gut Golzow von seinem Bediensteten Stauffenbeil mit einer Axt erschlagen.